# Charminus
Genre
Charminus est un genre d'araignées aranéomorphes de la famille des Pisauridae.

## Distribution
Les espèces de ce genre se rencontrent en Afrique subsaharienne.

## Liste des espèces
Selon World Spider Catalog (version 17.0, 02/05/2016) :
- Charminus aethiopicus (Caporiacco, 1939)
- Charminus ambiguus (Lessert, 1925)
- Charminus atomarius (Lawrence, 1942)
- Charminus bifidus Blandin, 1978
- Charminus camerunensis Thorell, 1899
- Charminus marfieldi (Roewer, 1955)
- Charminus minor (Lessert, 1928)
- Charminus natalensis (Lawrence, 1947)
- Charminus rotundus Blandin, 1978

## Publication originale
- Thorell, 1899 : Araneae Camerunenses (Africae occidentalis) quas anno 1891 collegerunt Cel. Dr Y. Sjöstedt aliique. Bihang till Kongliga Svenska Vetenskaps-Academiens Handlingar, vol. 25, no 1, p. 1-105.